# ウィケット

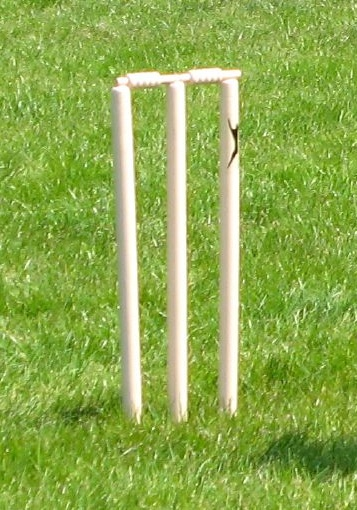
ウィケット

クリケットにおいて、ウィケットという用語にはいくつかの意味がある。第1の意味は、ピッチの両端にある3本のスタンプと2本のベイルからなる2セットのうち1つである。ウィケットはバッツマンによりバットを用いて（ときどきパッドを用いてもあるが、レッグビフォアウィケット(Leg before wicket, LBW)の規則がある）ボールがウィケットに当たるのを防ぎ、可能であればラン（得点）しようとする。
第2に、換喩的用法で、バッツマンのディスミザル（アウト）はtaking of a wicket（ウィケットをとる）として知られ、第3にクリケットピッチ自体が（Laws of Cricketによると不正確であるが）ウィケットと呼ばれることがある。

## 歴史
語源は小さい門であるwicket gateから来ている、元々、クリケットのウィケットには2本のスタンプと1本のベイルしかなく、門のような見た目をしていた。3本目（中央）のスタンプは1775年に導入された。これは、Lumpy StevensがJohn Smallに向かって投げたボールが3連続で2本のスタンプを真っ直ぐに抜けていったことからである。

## スタンプとベイル

ウィケットは、地面に打ち込まれた直立の木製ポールであるスタンプ3本と、上に乗ったベイルという名前の横木2本から構成される。

ウィケットのサイズと形状は、300年の間に数回変更されている。その寸法と配置は現在Laws of CricketのLaw 8により決まっている。
- Law 8: The wickets ウィケットは高さ28インチ (71.12 cm)の木製のスタンプ3本からなる。スタンプは各スタンプの間の距離が等しくなるようにバッティングクリースに沿って配置される。幅が9インチ (22.86 cm)になるように配置される。スタンプの上の浅い溝には2本の木製のベイルが置かれる。ベイルはスタンプから0.5インチ (1.27 cm)より長くはみ出してはならず、クリケットの場合は長さが4.31インチ (10.95 cm)でなくてはならない。

ベイルの胴(barrel)や栓(spigot)の長さにも決まりがある。ジュニア用のクリケットのウィケットとベイルの仕様はそれぞれ異なる。アンパイアは条件が不適当である場合（例えば、風が強い場合は自ら落ちてしまう可能性があるなど）、ベイルを使わないことがある。ウィケットの仕様の詳細については規則の補則Dに含まれている。